# ريتشارد بينيت (لاعب كريكت نيوزلندي)
ريتشارد بينيت (29 يوليو 1954 في المملكة المتحدة - ) (بالإنجليزية: Richard Bennett)‏ هو لاعب كريكت نيوزلندي.

## وصلات خارجية
- ريتشارد بينيت على موقع إي آس بي آن كريك إنفو (الإنجليزية)